# Renee O'Connor
Evelyn Renee O'Connor (født 15. februar 1971) er en amerikansk skuespillerinde. Hun er bedst kendt for sin rolle som Gabrielle i sitcom'en Xena: Warrior Princess